# Silver Convention
Silver Convention war eine deutsche Disco-Formation der 1970er Jahre.

## Bandgeschichte
Die Gruppe Silver Convention wurde in München von dem Produzenten Michael Kunze ins Leben gerufen. Komponist war der damalige Studiopianist Sylvester Levay, dessen Spitzname „Silver“ der Gruppe den Namen gab. Die Gruppe war ein typischer Vertreter des sogenannten Munich Sound, einer Unterart der Disco-Musik der 1970er Jahre. Für ihre ersten Aufnahmen engagierten Kunze und Levay Studiomusiker und Studiosängerinnen. Nachdem sie mit der ersten Singleveröffentlichung Save Me unter dem Namen Silver Bird Convention im Jahre 1975 einen Hit im Vereinigten Königreich hatten landen können, mussten sie reale Gesichter für die Studioformation finden. Sie engagierten schließlich Linda G. Thompson (* 21. September 1948 in Gersthofen), ein Ex-Mitglied der Les Humphries Singers, Penny McLean (* 4. November 1946 in Klagenfurt) sowie Ramona Wulf (* 18. Oktober 1954 in Hanau) für die Live-Auftritte. McLean hatte schon mehrere Schallplatten als Solosängerin und im Duett herausgebracht, und auch Wulf hatte unter ihrem Künstlernamen „Ramona“ bereits zahlreiche Schlager veröffentlicht.
Nach dem Anfangserfolg mit Save Me gelang Silver Convention 1975 mit Fly, Robin, Fly ein internationaler Tophit. Der komplette Text des Songs besteht nur aus dem mehrfach wiederholten Satz „Fly, robin, fly, up up to the sky“. Damit erreichten sie Platz eins der US-Charts und der Song über ein fliegendes Rotkehlchen bescherte den Machern Kunze und Levay auch einen Grammy Award für die beste R&B-Instrumentaldarbietung.
Der Nachfolgetitel Get Up and Boogie erreichte Platz zwei der US-Charts. Die nachfolgenden Singles boten vornehmlich eine Wiederholung des einmal erfolgreichen Sounds. Mit No, No, Joe und Everybody’s Talkin’ ’Bout Love konnten Silver Convention noch zwei mittlere Chartnotierungen erreichen. Ende 1976 verließ Thompson die Band und wurde durch Rhonda Heath (* 19. Juli 1955 in New York City) ersetzt. Im Jahre 1977 vertraten Silver Convention Deutschland beim Eurovision Song Contest in London mit dem Song Telegram. Sie belegten Rang acht und erreichten in den deutschen Charts mit dem Titel zum letzten Mal die Top 30. Im Jahre 1978 ändert sich die Besetzung ein weiteres Mal. Für McLean kam Zenda Jacks (* 12. Juli 1955 in Wednesbury), die der Gruppe aber nur ein Jahr lang angehörte. Die letzte Single mit neuem Material wurde 1979 dann wieder mit McLean aufgenommen.
Die Mitglieder der Anfangsbesetzung machten auch Soloaufnahmen und veröffentlichten sowohl Singles als auch Alben. Von Linda G. Thompson erschienen die Singles Ooh What a Night und Come Softly, Ramona (Wulf) brachte die Singles Save the Last Dance for Me, Natural Man und Parlez-moi d’amour sowie das Album Natural Woman heraus. Diese waren allerdings kommerziell wenig erfolgreich. Einzig Penny McLean konnte mit Lady Bump und 1-2-3-4 Fire in Deutschland zwei Soloerfolge mit Top-Platzierungen in den Charts erzielen, des Weiteren Notierungen in den mittleren Rängen. Die von ihr herausgebrachten Alben trugen die Titel Lady Bump, Penny und Midnight Explosion.

## Diskografie
Studioalben

| Jahr | Titel                                                                        | Höchstplatzierung, Gesamtwochen, AuszeichnungChartplatzierungen (Jahr, Titel, Platzierungen, Wochen, Auszeichnungen, Anmerkungen) | Höchstplatzierung, Gesamtwochen, AuszeichnungChartplatzierungen (Jahr, Titel, Platzierungen, Wochen, Auszeichnungen, Anmerkungen) | Höchstplatzierung, Gesamtwochen, AuszeichnungChartplatzierungen (Jahr, Titel, Platzierungen, Wochen, Auszeichnungen, Anmerkungen) | Höchstplatzierung, Gesamtwochen, AuszeichnungChartplatzierungen (Jahr, Titel, Platzierungen, Wochen, Auszeichnungen, Anmerkungen) | Höchstplatzierung, Gesamtwochen, AuszeichnungChartplatzierungen (Jahr, Titel, Platzierungen, Wochen, Auszeichnungen, Anmerkungen) | Anmerkungen                                                 | [↑]: gemeinsam behandelt mit vorhergehendem Eintrag; [←]: in beiden Charts platziert |
| Jahr | Titel                                                                        | DE | AT | CH | UK | US | Anmerkungen                                                 |                                                                                      |
| ---- | ---------------------------------------------------------------------------- | --- | --- | --- | --- | --- | ----------------------------------------------------------- | ------------------------------------------------------------------------------------ |
| 1975 | Silver Convention auch bekannt als: Discotheque Volume 1 und Fly, Robin, Fly | DE19 (16 Wo.)DE | — | — | — | US13 (24 Wo.)US | Erstveröffentlichung: 15. November 1975 Verkäufe: + 50.000  |                                                                                      |
| 1975 | Save Me[DE: ↑]                                                               | DE19 (16 Wo.)DE | — | — | — | US10 Gold · (25 Wo.)US | Erstveröffentlichung: 15. November 1975 Verkäufe: + 500.000 |                                                                                      |
| 1976 | Madhouse                                                                     | — | — | — | — | US65 (12 Wo.)US | Erstveröffentlichung: Februar 1976                          |                                                                                      |
| 1976 | Get Up and Boogie                                                            | DE48 (4 Wo.)DE | — | — | — | — | Erstveröffentlichung: 15. April 1976                        |                                                                                      |
| 1977 | Summernights auch bekannt als: Golden Girls                                  | — | — | — | — | US71 (10 Wo.)US | Erstveröffentlichung: 1977                                  |                                                                                      |
| 1978 | Love in a Sleeper                                                            | — | — | — | — | — | Erstveröffentlichung: 12. August 1978                       |                                                                                      |

grau schraffiert: keine Chartdaten aus diesem Jahr verfügbar